# .uy
.uy je vrhovna internetska domena (country code top-level domain - ccTLD) za Urugvaj. Domenom upravlja Servicio Central de Informatica.

## Vanjske poveznice
- IANA .uy whois informacija  Arhivirana inačica izvorne stranice od 29. lipnja 2006. (Wayback Machine)